# Reinier Pauw (1564-1636)

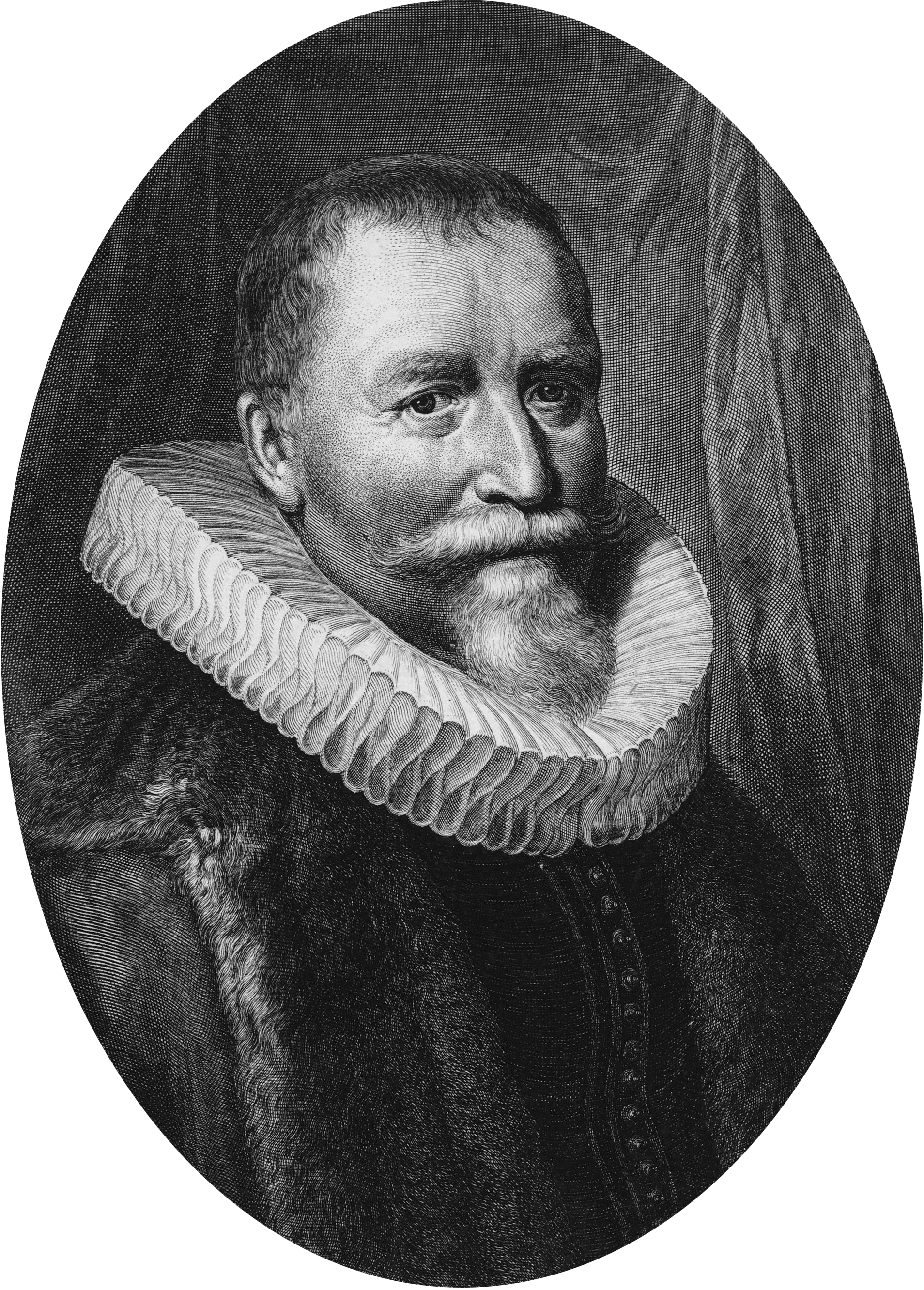
Reinier Pauw

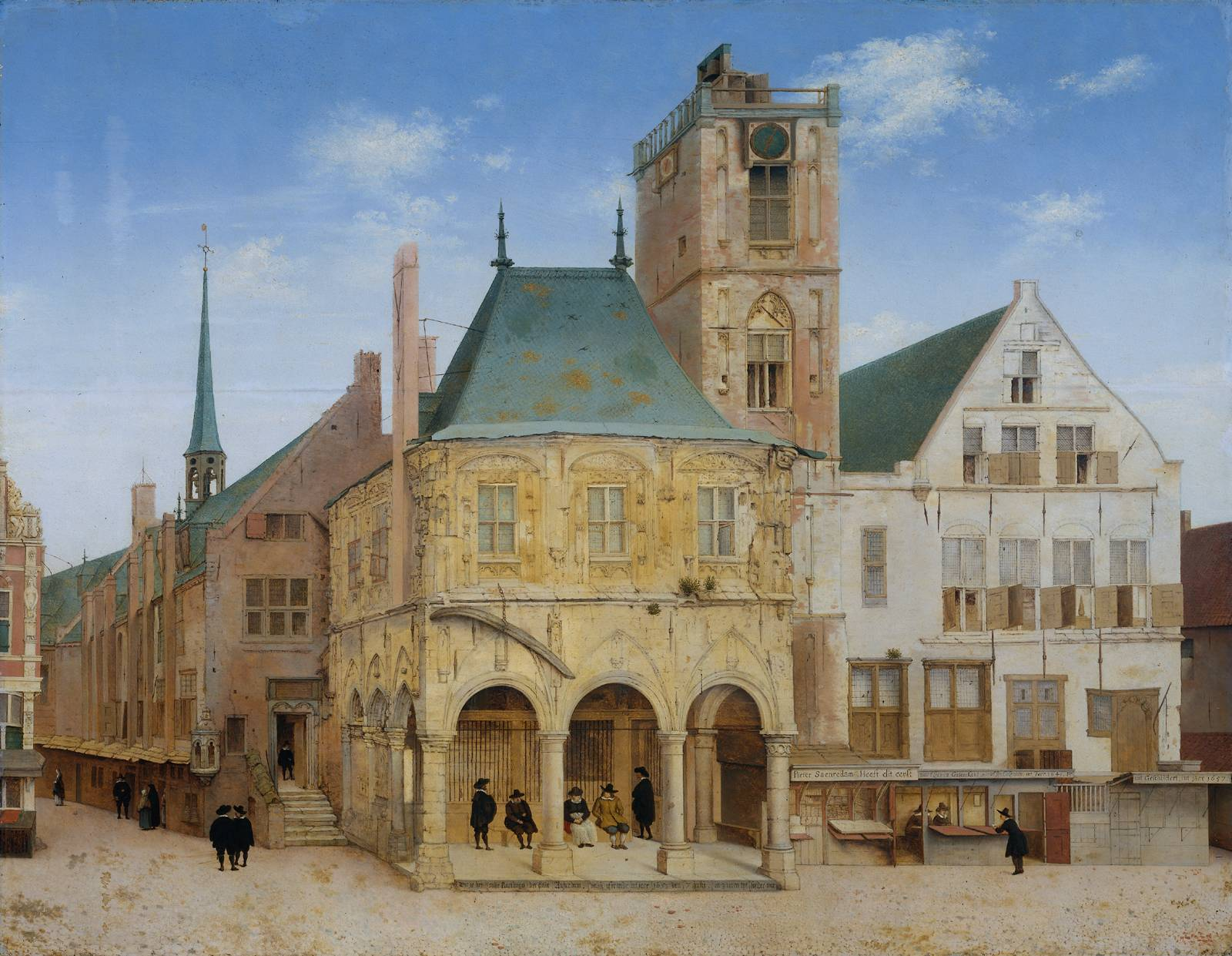
Oude Raadhuis door Pieter Saenredam

Reyer, later Reynier Pauw, (Amsterdam, 29 juli 1564 - 19 februari 1636 aldaar) was een invloedrijke Amsterdamse regent uit de Gouden Eeuw. Pauw was pensionaris en acht keer burgemeester van Amsterdam. Hij was betrokken bij de Compagnie van Verre, de VOC, de Derde Vergroting van Amsterdam en het proces tegen Johan van Oldenbarnevelt. 

## Biografie
Reinier Pauw was een lid van het oorspronkelijk Goudse patriciërgeslacht Pauw. Zijn vader was Adriaen Pauw, een invloedrijke koopman in graan, die bij de komst van de hertog van Alva naar Emden was gevlucht. Zijn moeder was Anna Jacoba Lucasdr. van Persijn (1520–1586). In 1578 keerde de familie terug en Adriaen Pauw werd na de Alteratie in Amsterdam schepen en lid van de vroedschap.
Reinier handelde in zout dat van Portugal naar de Oostzee verscheept werd en liet graan en hout terugvoeren. Hij werd in 1590 tot schepen gekozen en in 1591 tot lid van de vroedschap. Pauw woonde in de Warmoesstraat en waarschijnlijk is de in 1594 te Amsterdam gevormde Compagnie van Verre bij hem thuis opgericht. Hij regelde dat zijn familielid Cornelis de Houtman opperkoopman werd bij wat later de Eerste Schipvaart ging heten. In 1597 nam hij deel aan de uitrusting van schepen naar Guyana en Brazilië. In 1602 behoorde hij tot de grootste investeerders in de Vereenigde Oost-Indische Compagnie, waarvan hij  bewindhebber werd.
In 1605 werd hij burgemeester, evenals in 1609, 1611, 1614, 1616, 1617, 1619 en 1620. Bij de totstandkoming van het Twaalfjarig Bestand ontstond een controverse tussen hem en Van Oldenbarnevelt over de oprichting van de WIC. Vanaf 1611 was hij betrokken bij de Derde Vergroting van Amsterdam. Met de Gerrit Jacobsz. Witsen dreef hij via Archangelsk handel op Moskovië. Daarnaast rustte hij schepen uit naar Venetië. In 1617 begon een terreur tegen de remonstranten en vonden er plunderingen plaats op het Singel.
Het hoogtepunt van zijn burgemeesterschap vormden de jaren 1618 en 1619, toen hij ouderling was en een briefwisseling onderhield met de stadhouder Maurits. Tussen 1618 en 24 juni 1622 was hij gedeputeerde ter Staten-Generaal, in welke hoedanigheid hij in februari 1619 werd benoemd tot lid van de rechtbank, belast met de behandeling van het proces tegen de advocaat van Holland en West-Friesland, Johan van Oldenbarnevelt. Pauw was een van de rechters die Van Oldenbarnevelt ter dood veroordeelde. Ook Rombout Hogerbeets en Hugo Grotius werden gevangengenomen en opgesloten in slot Loevestein. In februari 1618 volgde een wetsverzetting, waarbij zeven remonstranten, onder wie Jacob de Graeff Dircksz, hun zetel verloren.
Geleidelijk ging de regering van Amsterdam zich losmaken van de felste calvinisten. Pauw kwam alleen te staan en werd bij de burgemeestersverkiezing van 1622 gepasseerd. Als schadeloosstelling werd hij benoemd tot ambassadeur bij de Deense koning Christiaan IV, die in Bremen verbleef. Daar werd hij bijgestaan door Foppe van Aitzema. 
In 1628 probeerde hij de schutterij tegen de vrijzinnige burgemeesters op te zetten, toen dezen een remonstrant als bevelhebber aanstelden. Er braken ongeregeldheden uit, het stadsbestuur huurde zeshonderd waardgelders in en vroeg prins Frederik Hendrik te bemiddelen. Enige medestanders van Pauw werden de stad uitgezet maar Pauw werd ongemoeid gelaten. Maar er zou nooit meer een Pauw als burgemeester van Amsterdam benoemd worden.
Reynier huwde tweemaal: in 1584 met Cornelia Michiels de Lange (begraven in de Oude Kerk grafnr koor 123) en in 1618 met Elbrich Jansdr., de weduwe van Pieter Pietersz. Karsseboom. Hij was de vader van Michiel Reyniersz Pauw, Adriaan Pauw (1585-1653) en Cornelis Pauw.
In 1631 werd zijn vermogen geschat op 200.000 gulden en daarmee behoorde hij tot de rijkste Amsterdammers. In de begrafenisstoet naar de Oude Kerk liepen duizend mensen mee.